# Тифал (язык)
Тифал (Tifal, Tifalmin) — один из окских языков, на котором говорит народ тифал в округе Телефомин провинции Сандаун в Папуа — Новой Гвинее.
У языка есть диалекты асбалмин и тифал. Население также использует языки телефол, ток-писин, фаивол.

## Фонология

### Согласные
|               | Губные | Альвеолярные | Палатальные | Велярные |
| Взрывные      | b      | t d          |             | k        |
| Носовые       | m      | n            |             | ŋ        |
| Фрикативные   | f      | s            |             |          |
| Аппроксиманты | w      |              | j           |          |
| Латеральные   |        | l            |             |          |

/b/ произносится как [pʰ] в конце слова, как [p] в слоге перед согласной, [b] в других случаях.
/d/ произносится как [ɾ] интервокально, например: /didab/: [dɪˈɾʌpʰ] 'контейнер воды'.
/k/ произносится как [ɣ] интервокально, [k] в слоге перед согласной и как [kʰ] в других случаях.
/l/ — альвеолярный прилегающий к заднеязычными гласными звук и альвео-зубной в других случаях. Один диалект /l/ произносится как [r] интервокально.
/s/ произносится как [ʂ] перед /u/.
/t/ произносится как [t] в слоге перед согласной и как [tʰ] в других случаях.

### Гласные
|                  | Переднего ряда | Среднего ряда | Заднего ряда |
| Нижнего подъёма  | i iː           |               | u uː         |
| Среднего подъёма | eː             |               | o oː         |
| Верхнего подъёма |                | ɑ ɑː          |              |

/o/ и /oː/ редко противопоставляются.
| Фонема | Состояние                                       | Аллофон | В других случаях |
| ------ | ----------------------------------------------- | ------- | ---------------- |
| /i/    | в начале или конце слова                        | [i]     | [ɪ]              |
| /a/    | в начале или конце слова                        | [a]     | [ʌ]              |
| /u/    | в начале или конце слова                        | [u]     | [ʊ]              |
| /eː/   | в открытых слогах, перед /m/, и между /j/ и /p/ | [eː]    | [ɛː]             |
| /o/    | перед /n/ or /ŋ/; между /t/ и /k/               | [ɔ]     | [o]              |

### Фонотактика
Слоговая структура — (C)V(ː)(C). Выражение kwiin takan 'Боже мой!' может быть исключением. /d/ образуется только вначале слова, /f/ только вначале слога, /ŋ/ всегда только в конце слога. Начальный /l/ образуется только в некоторых диалектах, начальный /kw/ в двух диалектах, и может быть приведён как слог C+V. Звуки /w/ и /j/ образуются вначале слога, а только один диалект допускает /j/ в слоговом коде.